# Campeonato Mundial de Atletismo em Pista Coberta de 2016 - 800 m masculino
A prova dos 800 metros masculino do Campeonato Mundial de Atletismo em Pista Coberta de 2016 ocorreu entre 18 e 19 de março em Portland, nos Estados Unidos.

## Recordes
Antes desta competição, os recordes mundiais e do campeonato nesta prova eram os seguintes:
|    | Nome            | Nacionalidade | Tempo     | Local         | Data               |
| -- | --------------- | ------------- | --------- | ------------- | ------------------ |
| WR | Wilson Kipketer | Dinamarca     | 1m 42s 67 | Paris, França | 9 de março de 1997 |
| CR | Wilson Kipketer | Dinamarca     | 1m 42s 67 | Paris, França | 9 de março de 1997 |

## Medalhistas
| Ouro               | Prata                | Bronze              |
| Boris Berian (USA) | Antoine Gakeme (BDI) | Erik Sowinski (USA) |

## Resultados

### Eliminatórias
Qualificação: 1 atletas de cada bateria  (Q) mais os 3 melhores qualificados (q).  
| Colocação | Bateria | Nome                     | Nacionalidade  | Tempo         | Notas |
| --------- | ------- | ------------------------ | -------------- | ------------- | ----- |
| 1         | 3       | Musaeb Abdulrahman Balla | Catar          | 1 min 47 s 61 | Q     |
| 2         | 3       | Mohammed Aman            | Etiópia        | 1 min 48 s 02 | q     |
| 3         | 2       | Antoine Gakeme           | Burundi        | 1 min 48 s 09 | Q, SB |
| 4         | 3       | Erik Sowinski            | Estados Unidos | 1 min 48 s 11 | q     |
| 5         | 2       | Boris Berian             | Estados Unidos | 1 min 48 s 55 | q     |
| 6         | 2       | Jeremiah Kipkorir Mutai  | Quênia         | 1 min 48 s 70 |       |
| 7         | 2       | Andreas Kramer           | Suécia         | 1 min 49 s 46 |       |
| 8         | 2       | Daniel Andújar           | Espanha        | 1 min 49 s 49 |       |
| 9         | 3       | Theofanis Michaelas      | Chipre         | 1 min 51 s 36 |       |
| 10        | 1       | Mostafa Smaili           | Marrocos       | 1 min 52 s 16 | Q     |
| 11        | 3       | Brice Etes               | Mónaco         | 1 min 52 s 23 | SB    |
| 12        | 1       | Edward Kibet Kemboi      | Quênia         | 1 min 52 s 39 |       |
| 13        | 1       | Álvaro de Arriba         | Espanha        | 1 min 52 s 60 |       |
| 14        | 1       | Pol Moya                 | Andorra        | 1 min 54 s 19 |       |
| 15        | 1       | Wais Ibrahim Khairandesh | Afeganistão    | 1 min 57 s 36 | NR    |

### Final
A final ocorreu dia 19 de março. 
| Colocação         | Nome                     | Nacionalidade  | Tempo         | Notas |
| ----------------- | ------------------------ | -------------- | ------------- | ----- |
| Medalha de ouro   | Boris Berian             | Estados Unidos | 1 min 45 s 83 | SB    |
| Medalha de prata  | Antoine Gakeme           | Burundi        | 1 min 46 s 65 | SB    |
| Medalha de bronze | Erik Sowinski            | Estados Unidos | 1 min 47 s 22 |       |
| 4                 | Mohammed Aman            | Etiópia        | 1 min 47 s 97 |       |
| 5                 | Musaeb Abdulrahman Balla | Catar          | 1 min 48 s 31 |       |
| 6                 | Mostafa Smaili           | Marrocos       | 1 min 52 s 32 |       |

Legenda
| Recorde mundial       | Recorde mundial (World record)               |                       | Recorde africano                      | Recorde africano (African) |                                           | Q | Classificado por posição (Qualified) |
| Recorde do campeonato | Recorde do campeonato (Championship record)  | Recorde da América    | Recorde da América (Americas)         | q                          | Classificado por melhor tempo (Qualified) |   |                                      |
| Melhor marca do ano   | Melhor marca do ano (World leading)          | Recorde asiático      | Recorde asiático (Asian)              | DNS                        | Não largou (Did not start)                |   |                                      |
| Recorde nacional      | Recorde nacional (National record)           | Recorde europeu       | Recorde europeu (European)            | DNF                        | Não terminou (Did not finish)             |   |                                      |
| Recorde pessoal       | Recorde pessoal do atleta (Personal best)    | Recorde da Oceania    | Recorde da Oceania (Oceania)          | DSQ / DQ                   | Desclassificado (Disqualified)            |   |                                      |
| Recorde da temporada  | Recorde da temporada do atleta (Season best) | Recorde sul-americano | Recorde sul-americano (South America) | NM                         | Sem marca (No mark)                       |   |                                      |